# Pointe de Pen-Hir
La pointe de Pen-Hir (en breton Beg Penn Hir) est une pointe de terre qui se trouve dans la presqu'île de Crozon, en Bretagne. Elle est située au sud-ouest sur le territoire de la commune de Camaret-sur-Mer. Par temps clair on peut voir côté nord, sur les côtes du Léon, de l'anse de Plougonvelin jusqu'à la pointe Saint-Mathieu, côté sud, sur la baie de Douarnenez et l’extrémité de la Cornouaille, de la pointe de Kastel-Koz à la pointe du Raz, et au-delà les îles du Ponant (île de Sein et île d'Ouessant). Les falaises à pic, hautes, avec une différence de niveau d'environ 70 mètres avec la mer d'Iroise, formées de grès armoricain, sont pour cette raison utilisées pour l'escalade.
En contrebas de la pointe se trouvent les Tas de Pois (en breton Ar Bernioù Piz ou An Daouioù) comptant six Dahouets : le Grand Dahouët tenant de la terre, Petit Dahouet, Penn-Glaz (tête verte), Chelott, Ar Forc'h (la Fourche) et Bern-Id (Tas de blé). Cet avancement de stacks fut anciennement nommé à cause de leur forme Pézeaux ou Tas de Foin avant d'être rebaptisé au milieu du XIXe siècle en Tas de Pois.

## Situation
La pointe correspond à l’une des extrémités occidentales de la presqu’île de Crozon. Ce relief culmine à 63 m au-dessus du niveau de la mer et forme une crête topographique armée par le grès armoricain très clair déposé dans une mer dévonienne, il y a environ 460 Ma. Sa surface présente une remarquable horizontalité qui correspond à une surface d’érosion mio-pliocène. « Depuis ce point de vue, s’observent vers le Nord la pointe du Toulinguet et la plage de Pen Hat, et vers l’Est la plage du Veryac’h, la pointe de la Tavelle, la baie de Dinan et les plages de Kersiguenou et de Goulien, fermée au Sud par la pointe de Dinan. Au loin vers le Sud, se distinguent les pointes de Tromel, Lostmarc’h et le Cap de la Chèvre. Selon le temps et la visibilité, il est possible d’apercevoir les deux pointes les plus occidentales de la Bretagne, la pointe Saint-Mathieu (gneiss de Brest) et les îles en mer d'Iroise (Ouessant, Molène) au Nord et la pointe du Raz (Trondhjémite de Douarnenez) et l’île de Sein au Sud ».

## Toponymie
L'étymologie du toponyme Pen-Hir est discutée (grammatici certant). À travers les siècles il existe plusieurs différentes versions. La plus courante et officielle est Pen-Hir (la longue pointe, en breton), il existe aussi la version Penn-tir (pointe de la terre en friche)

## Géologie

Cadre géologique de Pen-Hir.

Cette avancée rocheuse élevée se situe dans la presqu'île de Crozon qui correspond au prolongement occidental du synclinorium médio-armoricain. La région est constituée d'un socle de schistes briovériens (-550 Ma) sur lequel reposent des séries paléozoïques du début de l'ordovicien (-480 Ma) à la fin du dévonien (-360 Ma), avec notamment les grès armoricains (cette formation qui peut atteindre 1 000 m dans le Sud de la presqu'île a été marquée par une forte subsidence). De grands plis hercyniens affectent toute la région. La pointe qui est au cœur de l'anticlinal de Mort-Anglaise - Le Toulinguet (affecté par le décrochement de la faille Kerforne), correspond à la mise en relief de puissants bancs de grès quartzique armoricain (bancs massifs de quartzites gris-beige clairs). Le trait dominant de la géomorphologie de cette région est l'inversion de relief résultat de l'érosion différentielle.
Une observation au niveau du blockhaus permet de constater que les anfractuosités de la falaise correspondent aux schistes du Gador (alternances argilo-silteuses bioturbées) dans la Formation du grès armoricain.
Dans l'anse du Veryac'h située dans le prolongement sud de la Pointe de Pen-Hir, les falaises bordant la plage  présentent une véritable coupe de référence des terrains datant de l'Ordovicien et de la base du Silurien (période de 50 millions d'années), exposant le sommet de la Formation du Grès armoricain (600 m), des schistes de Postolonnec (450 m), celle des grès de Kermeur (220 m), puis des schistes du Cosquer (190 m). Dans les premiers niveaux de schistes de Postolonnec, un petit banc à nodules silice-phosphates constitue un repère intéressant dans le Llanvirn (série ordovicienne). Les schistes noirs à concrétions siliceuses qui viennent ensuite sont peu fossilifères. À 250 m environ de la base de cette suite schisteuse, quelques niveaux livrent des Trilobites, des Ostracodes, des Bivalves, des  Brachiopodes et présentent des loupes d’arrachement et des charriages de blocs. Au-delà de l'escalier de descente sur la plage du Veryac'h, affleure le Grès de Kerarvail, banc de quelques mètres dépourvu de fossiles. À 150 m de là, les schistes présentent quelques lumachelles à débris de Trilobites, souvent présents dans des failles-grottes. Les derniers niveaux schisteux ont des concrétions silico-pyriteuses jaune-soufre souvent fossilifères (Trilobites du genre Colpocoryphe (en), Ctenodonta sp.) qui traduisent la richesse en pyrite altérée en surface. Au passage des schistes au Grès de Kermeur, un banc verdâtre à oolithes chloriteuses et balles phosphatées permet d'extraire des Acritarches. Les Grès de Kermeur débutent par des bancs bioturbés auxquels succèdent des alternances de grès-quartzites (grès micacés en bancs décimétriques généralement sans joints schisteux) et de schistes noirs, puis des ampélites très noires et tectonisées. La faune graptolithique, écrasée et déformée par la schistosité, y est très riche. En contact par faille avec ce premier ensemble, des ampélites à nodules siliceux ou calcaires et à petits bancs de quartzite, livrent également des Trilobites. La coupe interrompue par une écaille de Schistes du Cosquer (limite marquée par une gouttière d’érosion), se poursuit par environ 40 m de schistes à nombreux bancs de quartzite noir et se termine par un niveau à nodules calcaires à Monogratus fritschi (trilobite). 

L’anse de Lamm Saoz poursuit cette coupe de référence. À l’Est, le membre de Lamm Saoz puissant de quelques mètres, est constitué de bancs de grès jaunes avec des intercalations argilo-silteuses sombres contenant une microfaune de chitinozoaires. Le litage oblique en mamelons dans les grès traduit une mise en place sous l’action des vagues de tempête dans un environnement de plate-forme interne. Puis affleure la formation de la Tavelle à l'est caractérisé par des ampélites (schistes tachant les doigts mises en place dans un bassin fermé pauvre en oxygène) pyriteuses tectonisées riches en graptolites. Ces roches sont en contact faillé avec des ampélites à nodules calcaires et à petits bancs de quartzites contenant également des graptolites. Au-dessus des ampélites, la coupe devient beaucoup plus complexe : le sommet de la Formation du Cosquer comprend des glissements synsédimentaires sous forme de blocs glissés de petite taille (slumps de moins d’1 m) passant progressivement à des boules (structure de « ball and pillow »), et de figures de type séismite. Une petite écaille des Schistes de Cosquer est incluse dans la Formation de la Tavelle constituée de schistes à quartzites noirs se terminant par un niveau à nodules calcaires contenant des graptolites, des bibalves et des nautiloïdes. À l’est du vallon de Lamm Saoz, au-dessus de la formation de la Tavelle, le sens du pendage des couches est brusquement inversé au contact d’une faille importante, ce qui correspond au flanc oriental du pli synclinal de Veryarc’h-Lamm Saoz. L’ensemble sédimentaire chevauchant la formation de la Tavelle est constitué par le Grès de Landévennec surmonté par les Calcaires de l’Armorique.

## Croix de Pen-Hir
Le monument aux Bretons de la France libre fait l’objet d’une inscription au titre des monuments historiques depuis le 21 mai 1996.
Le monument aux Bretons de la France libre, dite Croix de Pen-Hir est un monument commémoratif aux Bretons de la France libre, inauguré dans les années 1960 par le général de Gaulle. Construit en granite bleu de Brennilis, il est destiné à porter témoignage de l'existence des Français libres bretons, qui ont notamment fondé l'association Sao Breiz en Grande-Bretagne pendant la Seconde Guerre mondiale. Elle a été créée de 1949 à 1951 par l'architecte Jean-Baptiste Mathon et le sculpteur François Victor Bazin.

« Aux Bretons de la France libre - MCMXL - MCMXLV - La France a perdu une bataille, mais la France n'a pas perdu la guerre. Dans l'univers libre des forces immenses n'ont pas encore donné. Un jour ces forces écraseront l'ennemi. »

Au dos de la croix se trouve une inscription en breton.
« Kentoc'h mervel eget em zaotra », reprise de la devise bretonne « Plutôt la mort que la souillure ».

## Galerie

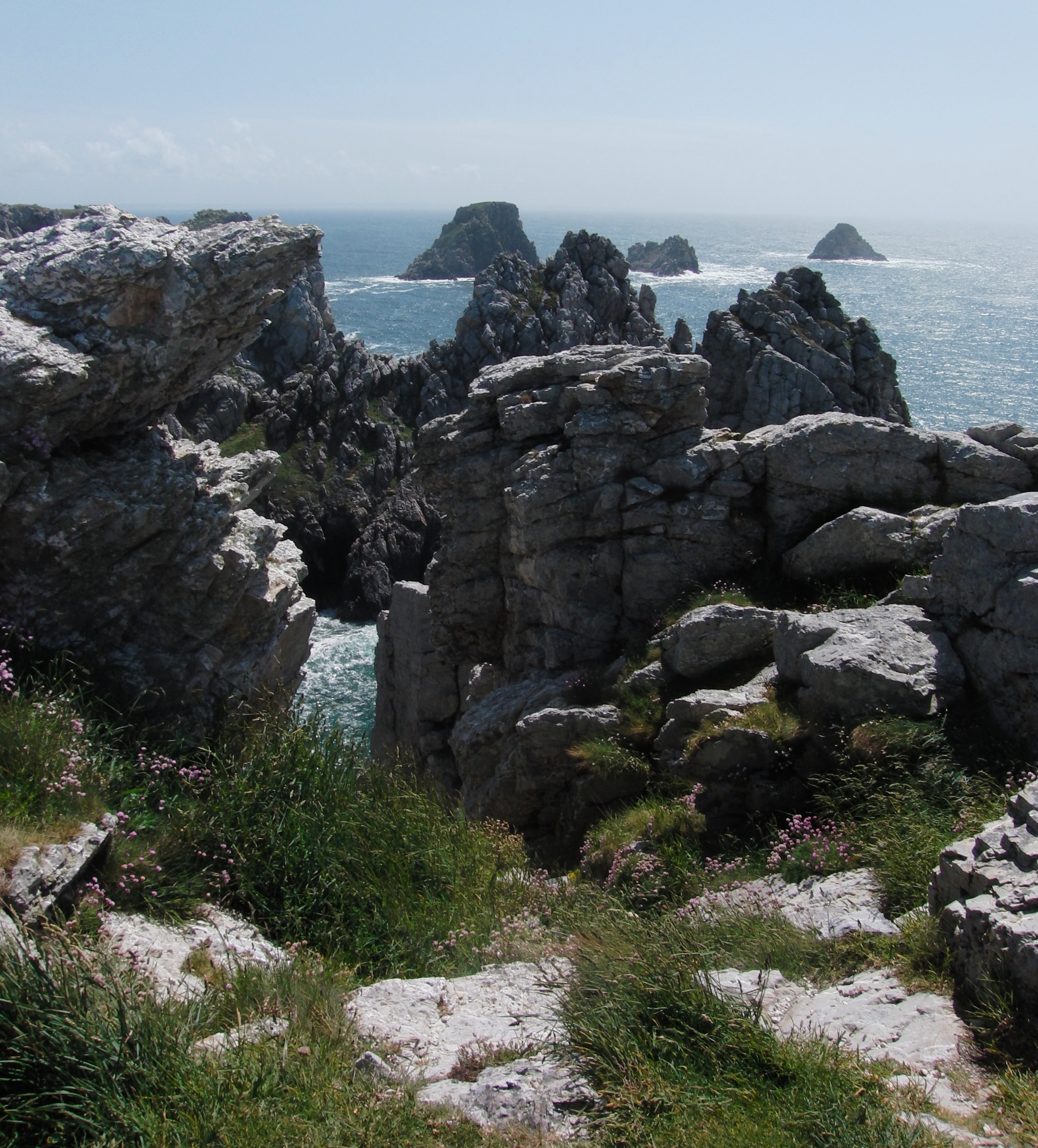
A l'extrémité de la Pointe de Pen-Hir, les Tas de Pois.jpg
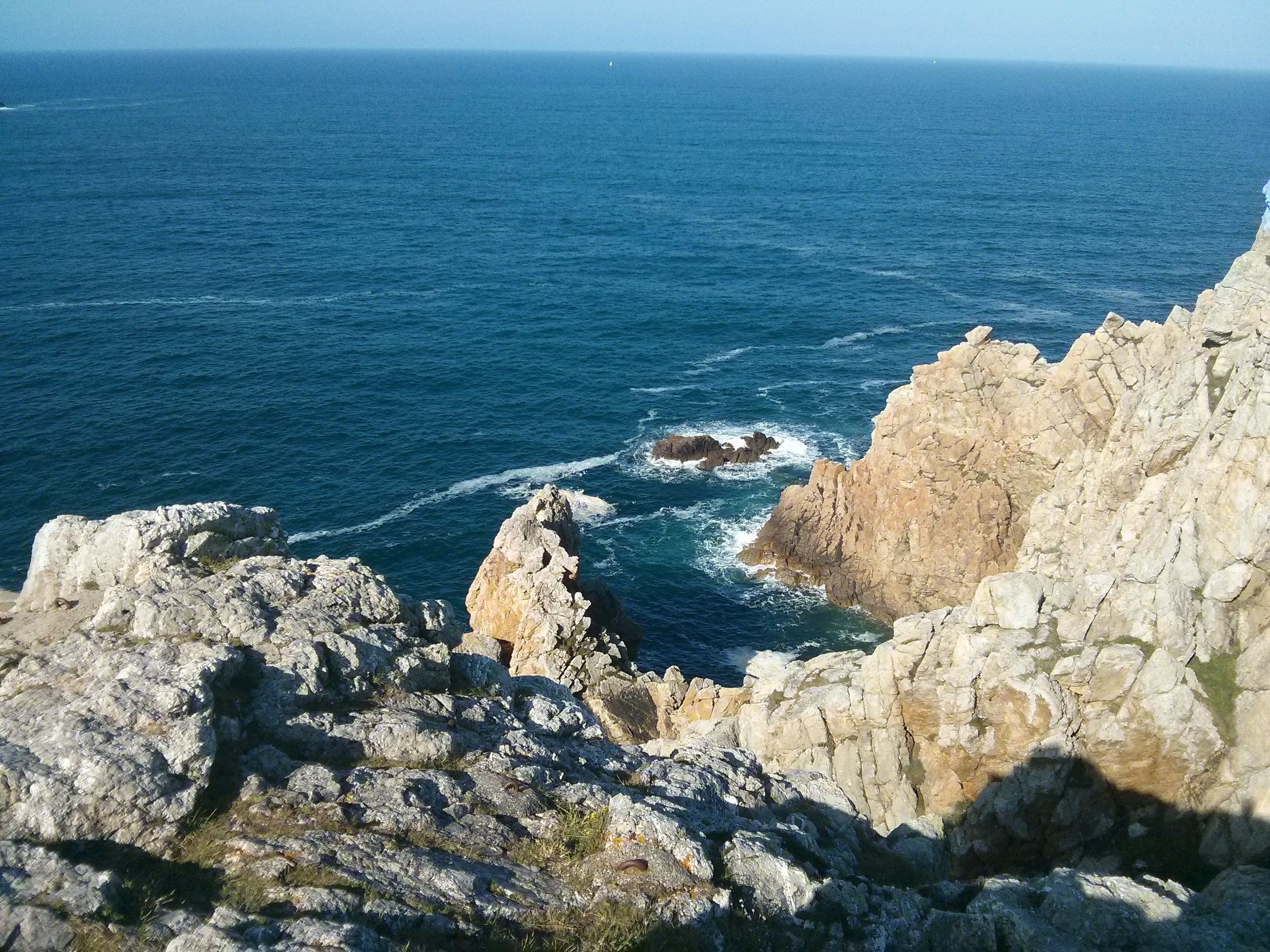
Rochers en contrebas de la pointe de Pen-Hir
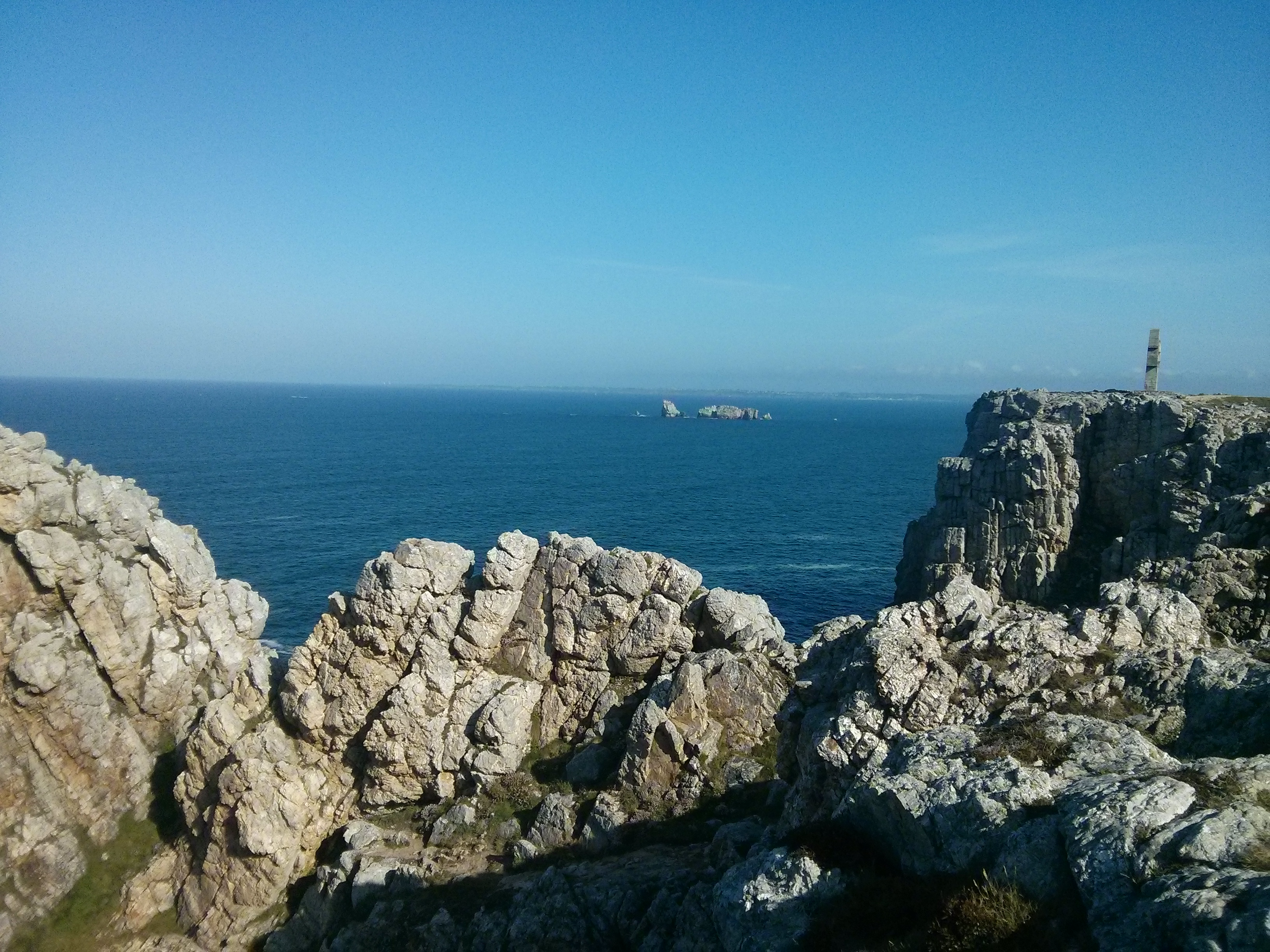
Pointe de Pen-Hir et vue sur la croix de Pen-Hir
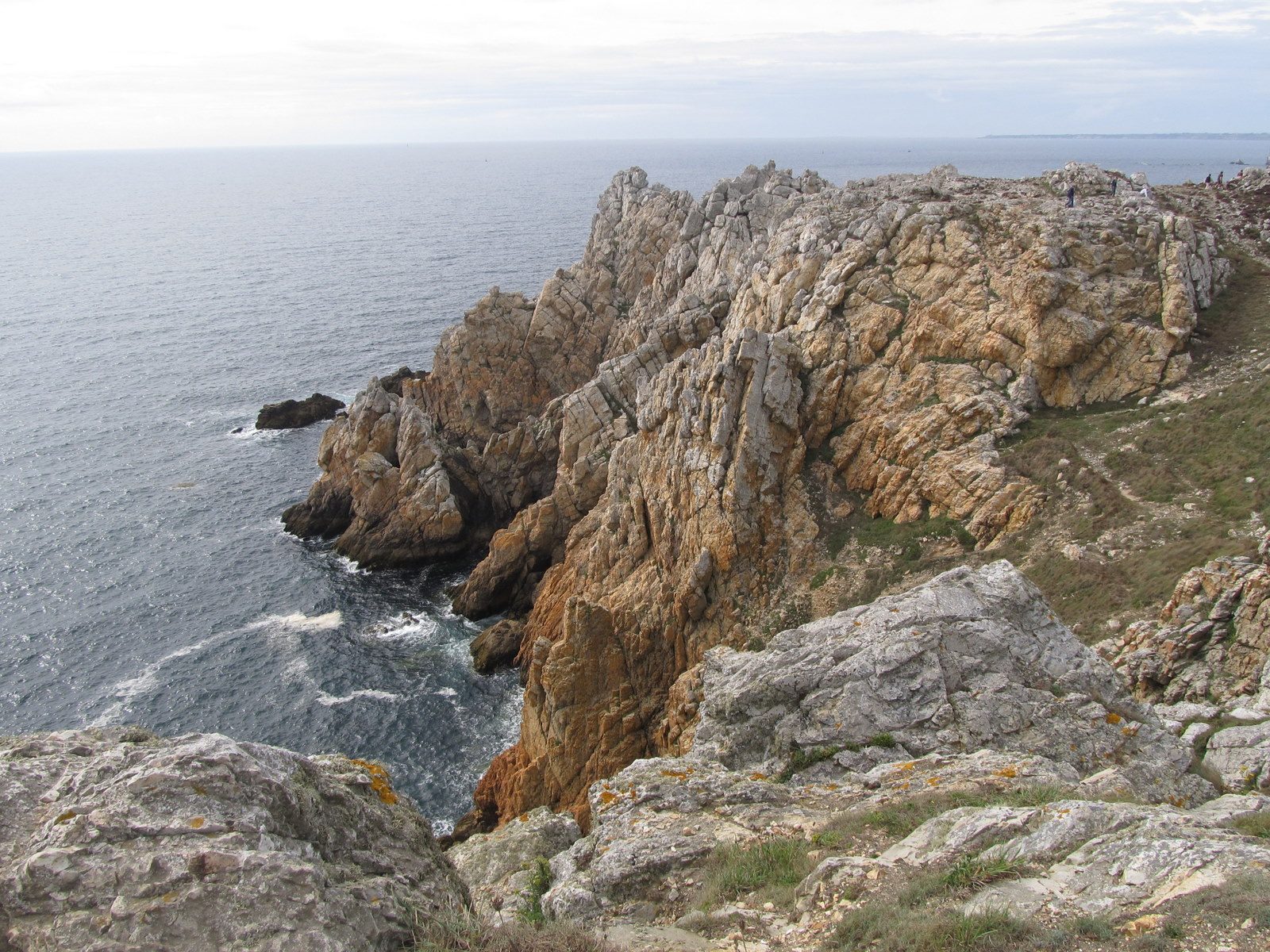
Rochers de la pointe de Pen-Hir
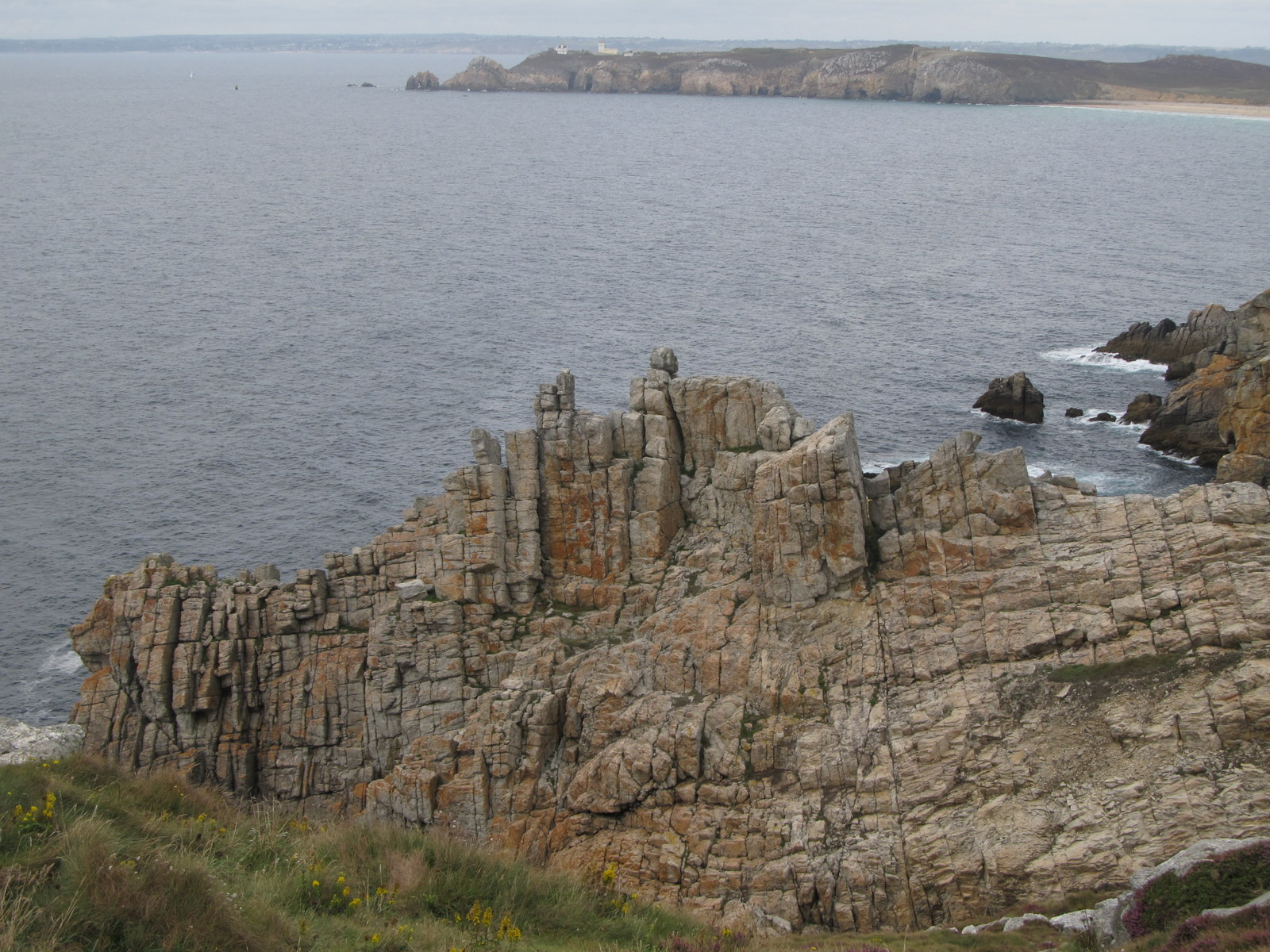
Les pendages verticaux et l'exploitation des diaclases par l'érosion donnent un débit en « plaquette » du grès et un relief ruiniforme
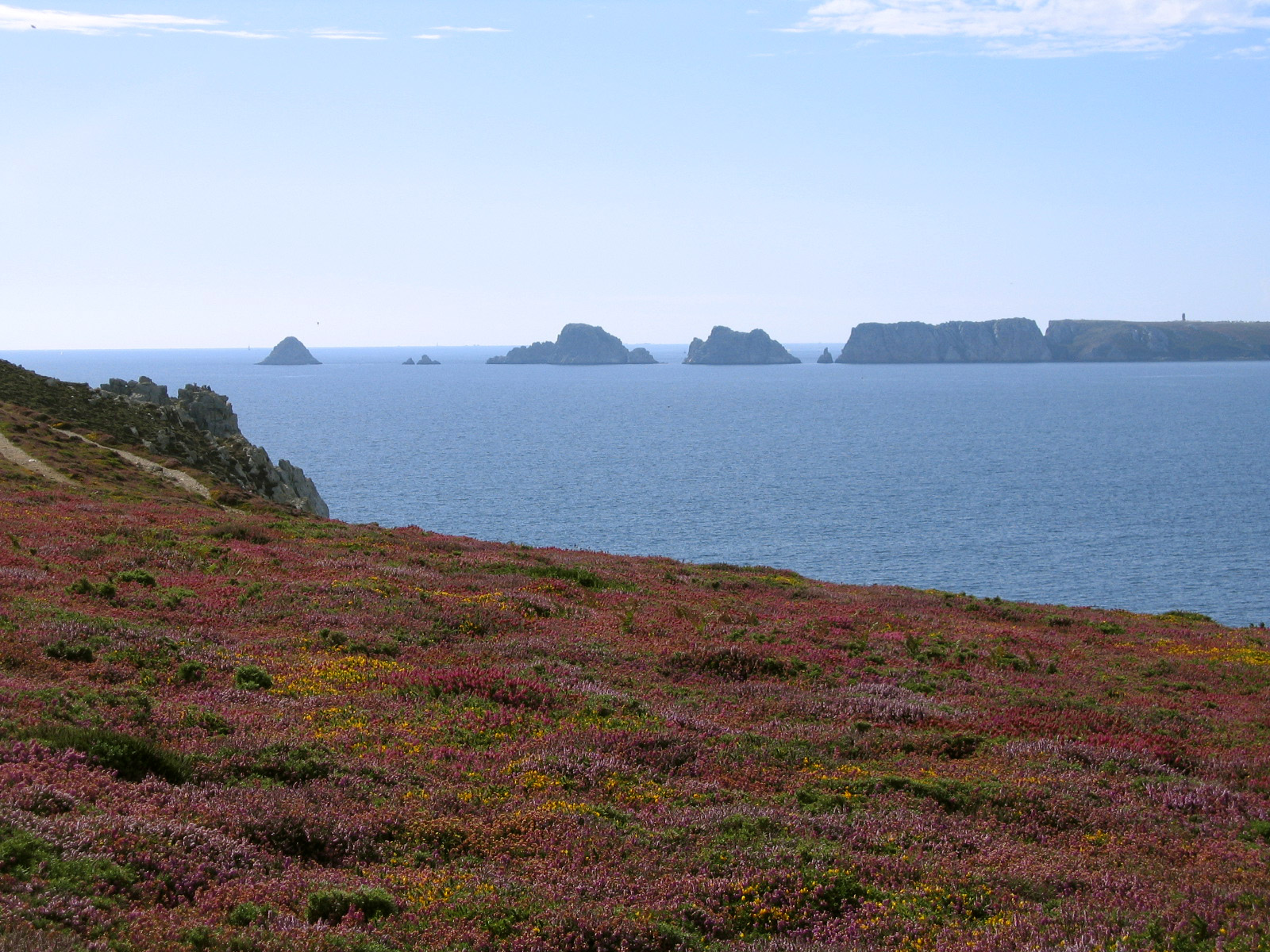
La pointe de Pen-Hir et les Tas de Pois vus de la pointe de Dinan
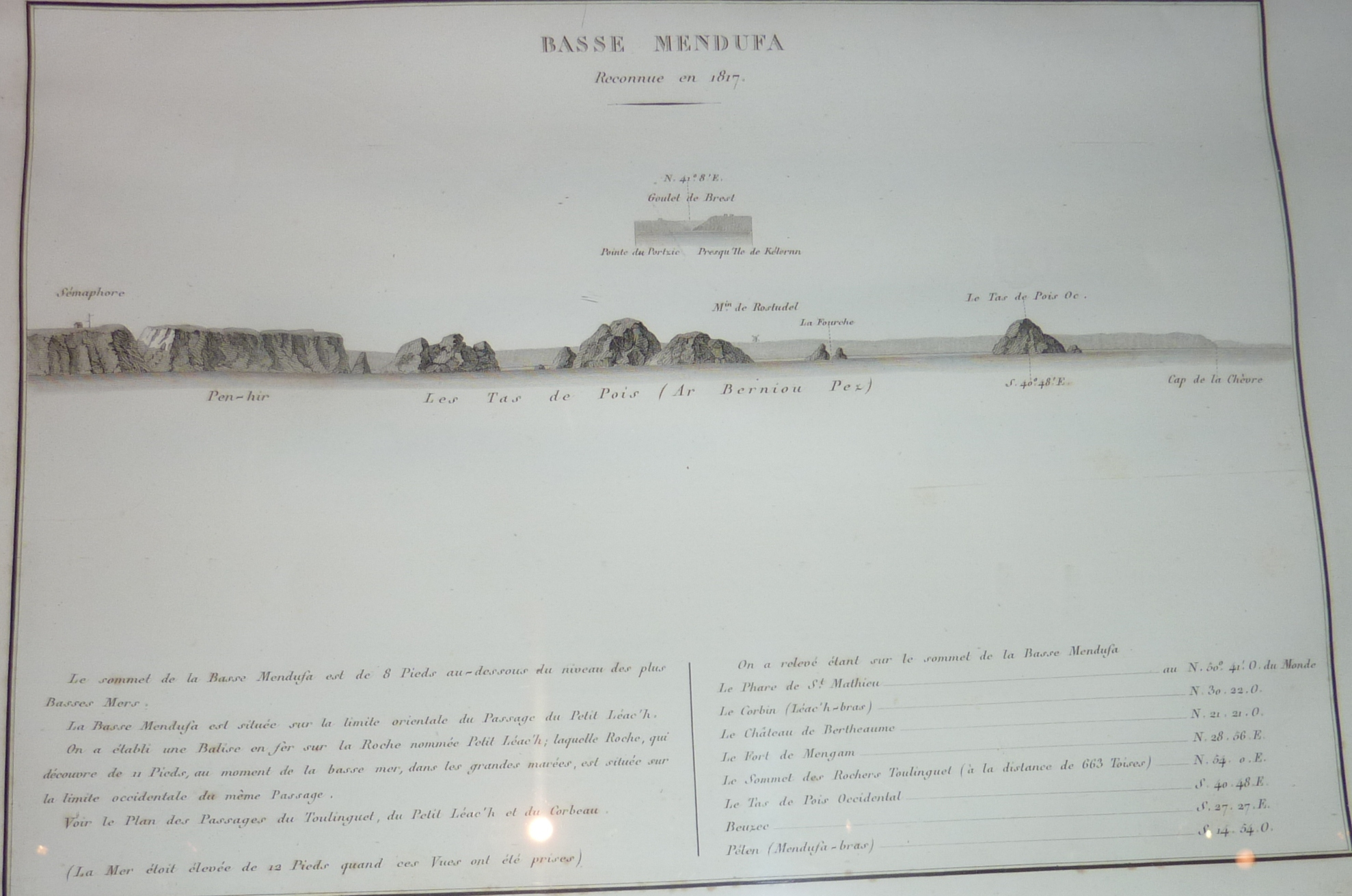
Coupe des Tas de Pois par Charles-François Beautemps-Beaupré (1822)
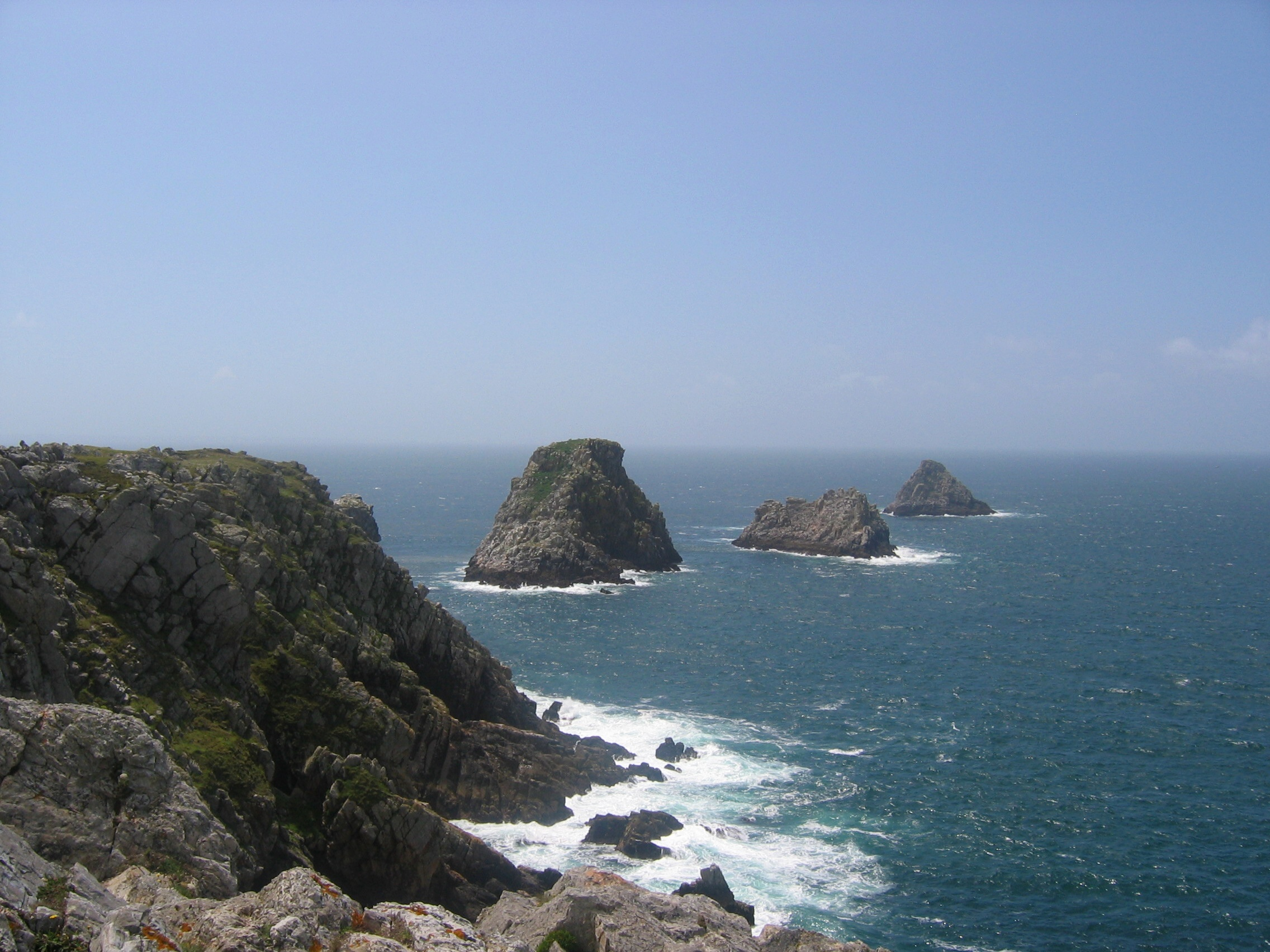
Les Tas de Pois, pointe de Pen-Hir
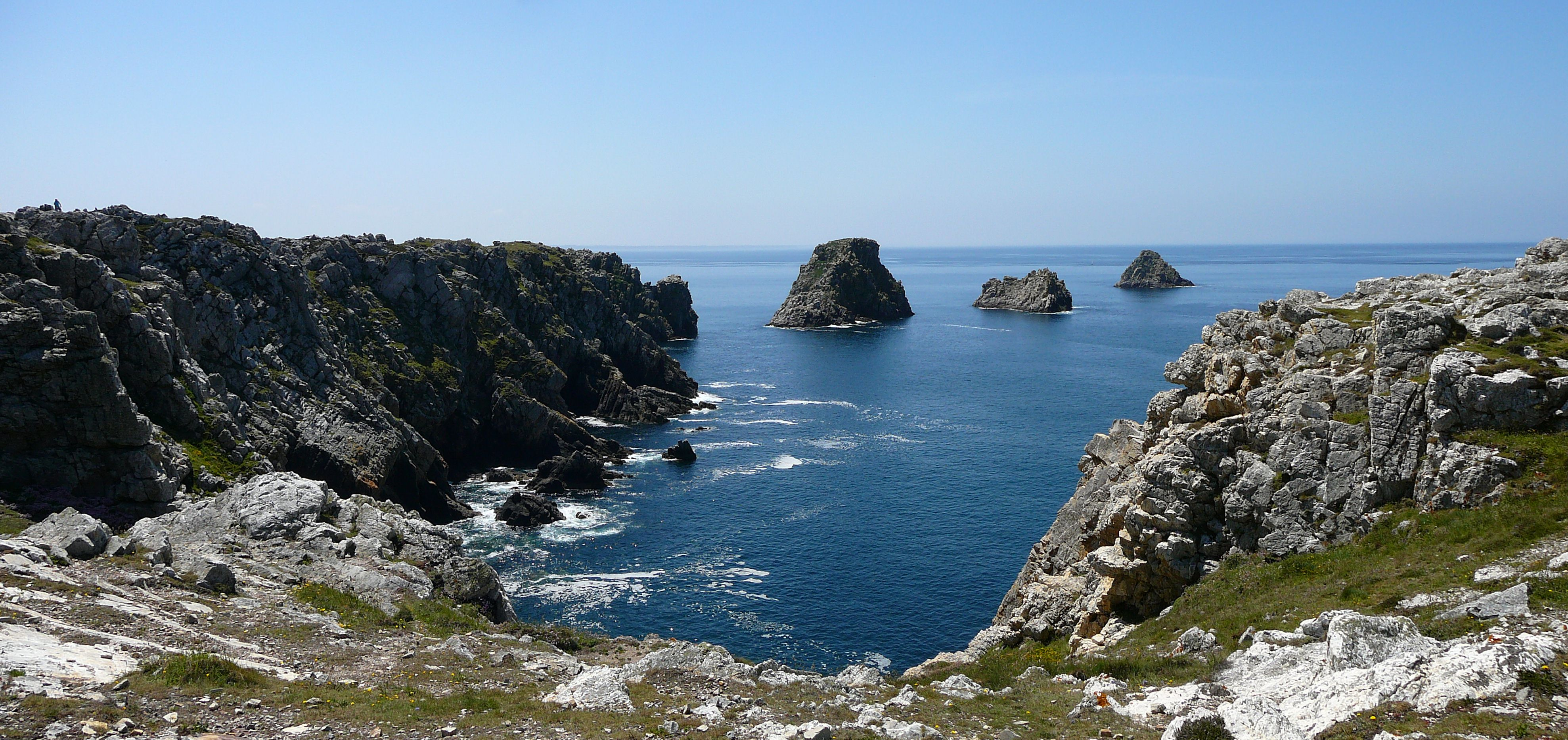
Tas de Pois, pointe de Pen-Hir
Vue panoramique de Pen'Hir
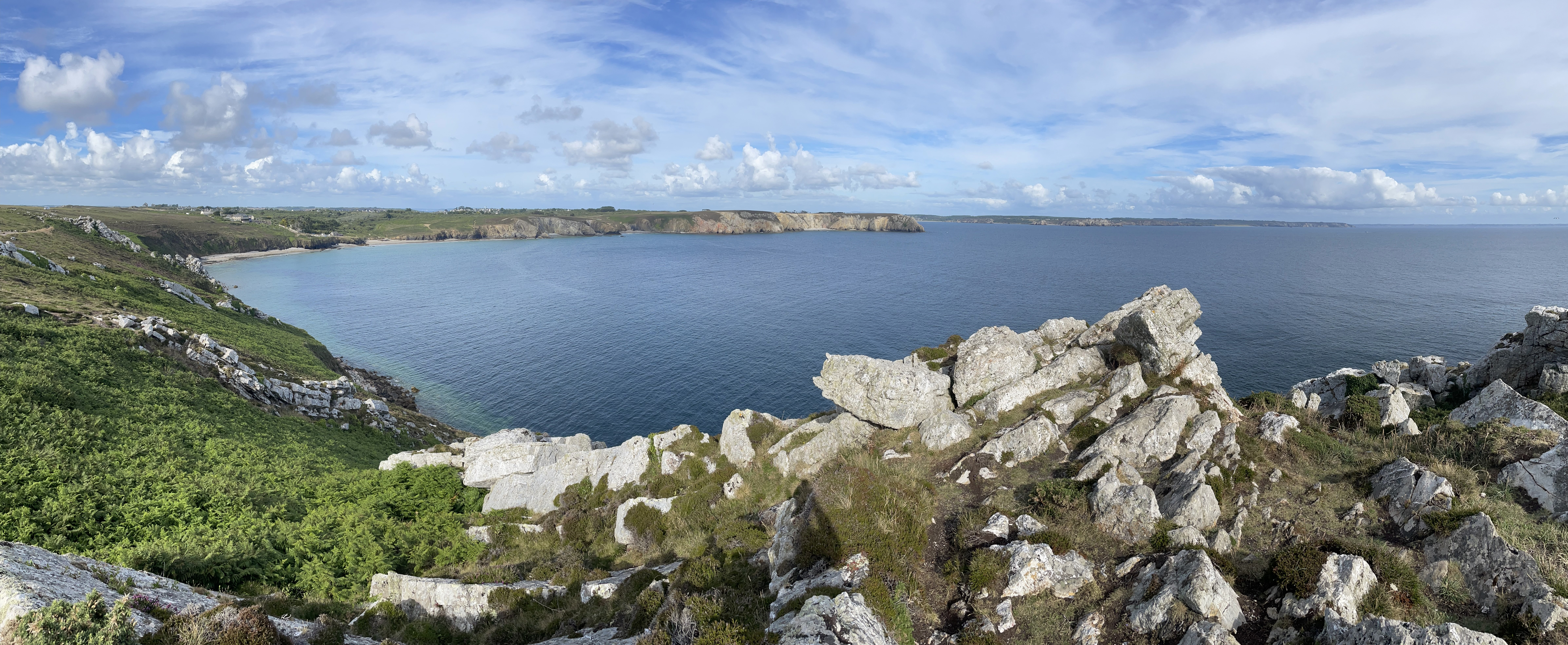
Vue panoramique de l'Anse de Pen-Hir depuis la Pointe de Pen-Hir

## Iconographie
- Le Tas de Pois  par Paul Baudier (1881-1962), gouache

## Cinéma et télévision
La chaîne de télévision japonaise NHK a tourné certaines scènes de son drama (série télévisée) Garasu no ie à la pointe Pen-Hir.
Des scènes de la mini-série de TF1 La Main du mal, diffusée en novembre 2016, ont également été tournées à la Pointe de Pen-Hir.

### Liens
- Ressource relative à la géographie :   - Peakbagger.com